# Aire urbaine de Saint-Amand-Montrond
L'aire urbaine de Saint-Amand-Montrond est une aire urbaine française centrée sur la ville de Saint-Amand-Montrond, dans le département du Cher.

## Caractéristiques
D'après la définition qu'en donne l'INSEE, l'aire urbaine de Saint-Amand-Montrond est composée de 19 communes, situées dans le Cher. Ses 19 787 habitants font d'elle la 258e aire urbaine de France.
2 communes de l'aire urbaine sont des pôles urbains.
Le tableau suivant détaille la répartition de l'aire urbaine sur le département (les pourcentages s'entendent en proportion du département) :
| Département | Communes | Communes (%) | Superficie (km²) | Superficie (%) | Population (1999) | Population (%) |
| ----------- | -------- | ------------ | ---------------- | -------------- | ----------------- | -------------- |
| Cher        | 19       | 6,6          | 323,47           | 4,5            | 19 787            | 6,3            |

## Communes
Voici la liste des communes françaises de l'aire urbaine de Saint-Amand-Montrond.
| Code INSEE | Commune                   | Type                  | Département | Superficie (km²) | Population (1999) | Densité (hab./km²) |
| ---------- | ------------------------- | --------------------- | ----------- | ---------------- | ----------------- | ------------------ |
| 18002      | Ainay-le-Vieil            | Commune monopolarisée | Cher        | +0014,           | +00 000198,       | +00014,14          |
| 18009      | Arcomps                   | Commune monopolarisée | Cher        | +0020,14         | +00 000286,       | +00014,2           |
| 18013      | Arpheuilles               | Commune monopolarisée | Cher        | +0048,01         | +00 000322,       | +0 0006,71         |
| 18034      | Bouzais                   | Commune monopolarisée | Cher        | +0003,35         | +00 000254,       | +00075,82          |
| 18038      | Bruère-Allichamps         | Commune monopolarisée | Cher        | +0013,9          | +00 000573,       | +00041,22          |
| 18042      | La Celle                  | Commune monopolarisée | Cher        | +0012,8          | +00 000328,       | +00025,63          |
| 18069      | Colombiers                | Commune monopolarisée | Cher        | +0009,51         | +00 000356,       | +00037,43          |
| 18086      | Drevant                   | Commune monopolarisée | Cher        | +0004,84         | +00 000610,       | +00126,03          |
| 18091      | Farges-Allichamps         | Commune monopolarisée | Cher        | +0008,3          | +00 000214,       | +00025,78          |
| 18107      | La Groutte                | Commune monopolarisée | Cher        | +0002,92         | +00 000103,       | +00035,27          |
| 18142      | Meillant                  | Commune monopolarisée | Cher        | +0040,6          | +00 000792,       | +00019,51          |
| 18169      | Nozières                  | Commune monopolarisée | Cher        | +0010,35         | +00 000231,       | +00022,32          |
| 18171      | Orcenais                  | Commune monopolarisée | Cher        | +0018,93         | +00 000288,       | +00015,21          |
| 18172      | Orval                     | Pôle urbain           | Cher        | +0007,65         | +0 0001 997,      | +00261,05          |
| 18178      | La Perche                 | Commune monopolarisée | Cher        | +0010,45         | +00 000245,       | +00023,44          |
| 18197      | Saint-Amand-Montrond      | Pôle urbain           | Cher        | +0020,17         | +00011 447,       | +00567,53          |
| 18209      | Saint-Georges-de-Poisieux | Commune monopolarisée | Cher        | +0015,61         | +00 000357,       | +00022,87          |
| 18231      | Saint-Pierre-les-Étieux   | Commune monopolarisée | Cher        | +0027,34         | +00 000791,       | +00028,93          |
| 18268      | Uzay-le-Venon             | Commune monopolarisée | Cher        | +0034,6          | +00 000395,       | +00011,42          |
|            | Total                     |                       |             | +0323,47         | +00019 787,       | +00061,17          |